# Muzeum ČD v Olomouci
Muzeum ČD v Olomouci (Nederlands: ČD-museum in Olomouc) is een spoorwegmuseum in Olomouc, Tsjechië. Het museum is een nevenvestiging van het Muzeum ČD v Lužné u Rakovníka, dat in eigendom is van de Tsjechische spoorwegmaatschappij České dráhy. Het museum is gericht op het tentoonstellen van historische treinen.
Muzeum ČD v Olomouci is gevestigd in een voormalige locomotiefloods bij het station Olomouc hlavní nádraží. Het museum is slechts een beperkt aantal dagen in het jaar geopend voor publiek.